# Hans Benzmann

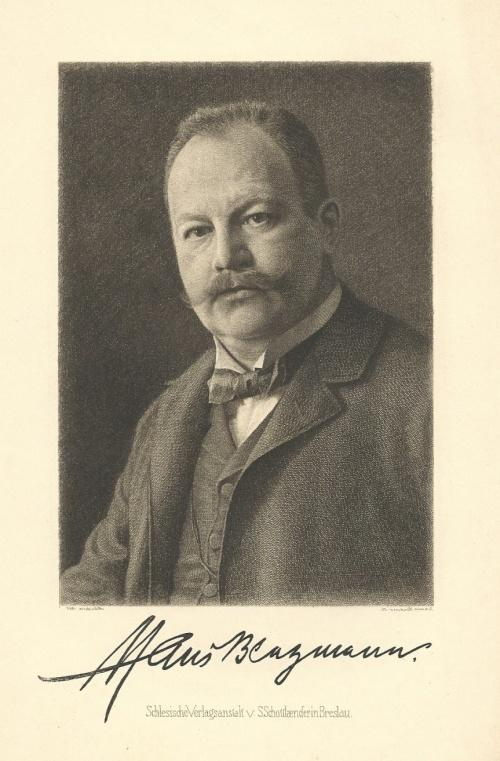
Hans Benzmann (um 1905). Radierung von Johann Lindner

Hans Benzmann (* 27. September 1869 in Kolberg; † 7. Januar 1926 in Berlin) war ein deutscher Lyriker.

## Leben und Leistungen

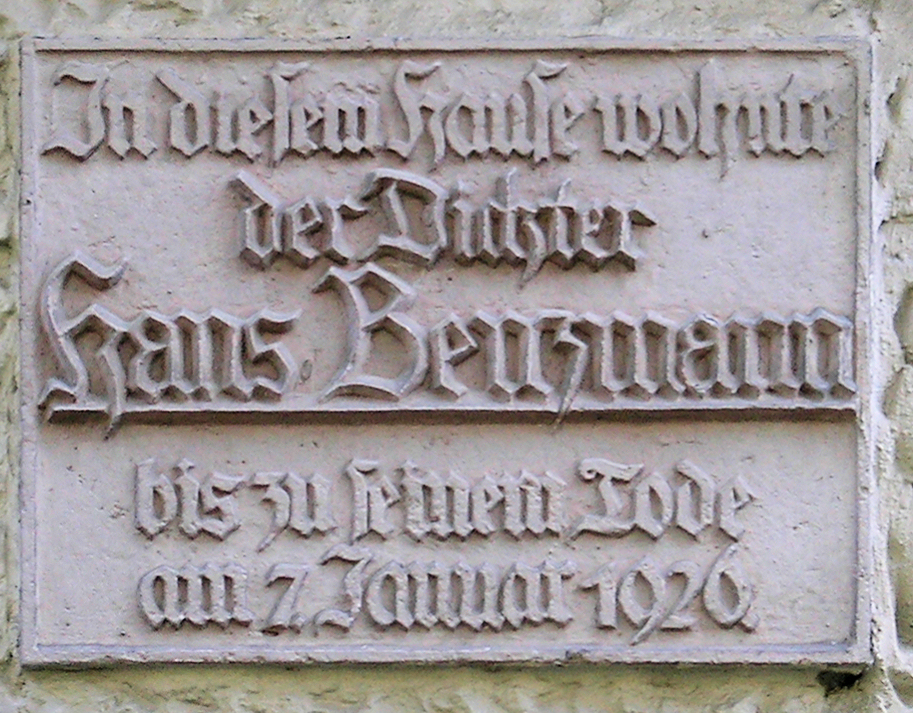
Gedenktafel am Haus Klingsorstraße 27, in Berlin-Steglitz

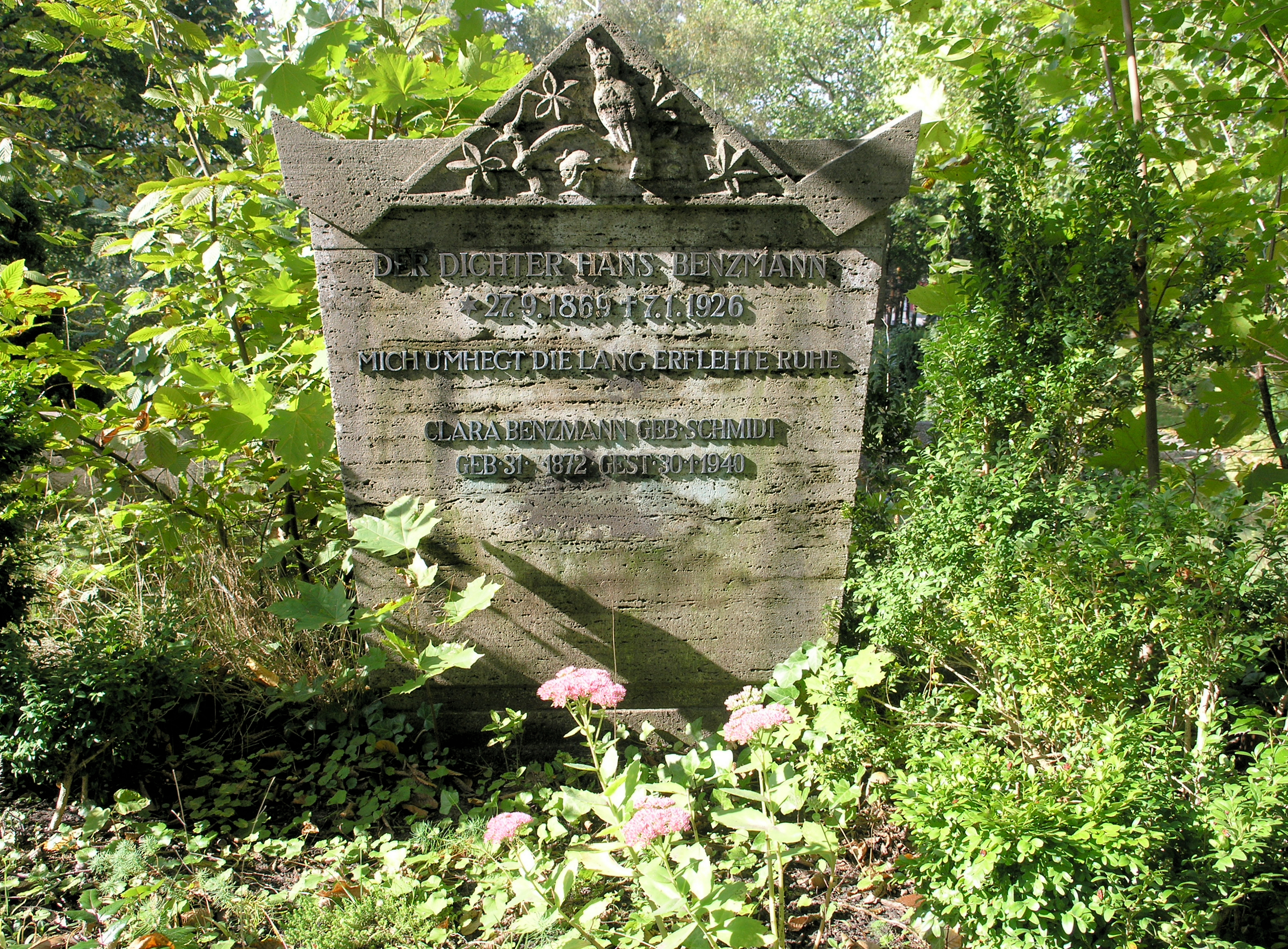
Grabstätte auf dem Friedhof Steglitz in der Bergstraße 38

Johannes Heinrich Wilhelm Benzmann war der Sohn des militärischen Zahlmeisters Heinrich Benzmann und dessen Ehefrau Anna, geb. Noffke. Als er sechs Jahre alt war, starb seine Mutter. Er besuchte die Gymnasien in Kolberg und ab 1880 in Thorn, wohin der Vater versetzt worden war.
Ab 1890 studierte er an der Friedrich-Wilhelms-Universität zu Berlin, danach wurde er durch die Königliche Universität zu Greifswald zum Dr. phil. promoviert. Er arbeitete als Beamter im Reichsamt des Innern und ab 1906 als Archivar im Reichstag.
Benzmann wurde vor allem als Herausgeber von zahlreichen Anthologien bekannt, darunter: Die moderne deutsche Lyrik (1904) und Die deutsche Ballade (1913). Er beschäftigte sich u. a. mit Leopold Schefer.
Benzmann wurde auf dem Friedhof Steglitz in Berlin beigesetzt.

## Werke
- Im Frühlingssturm! Erlebtes und Erträumtes. Baumert & Ronge, Großenhain 1894.
- Sommersonnenglück. 1898.
- Meine Heide. Gedichte. Hesse, Leipzig 1903. Neue veränd. u. verm. Ausg. 1913, urn:nbn:de:gbv:9-g-5271974.
- Detlev von Liliencon. Hesse, Leipzig 1904. Neue umgearbeitete Aufl. 1912.
- Evangelienharmonie (mit Holzschnitten). Fritz Eckardt Leipzig 1909; 2. Aufl. (ohne Holzschnitte) 1925.
- Balladen und Legenden. 1914.
- Für Kaiser und Reich. Beck, München 1915.
- Ausgewählte Gedichte. Fischer & Schmidt, Stettin 1919.
- Pommern im deutschen Liede. Hermann Eichblatt Verlag, Leipzig-Gohlis 1923, urn:nbn:de:gbv:9-g-5272145.
- Kolberg: ein Heimatbuch. Moninger Greifswald, 1926.
- Passion des Schaffenden: Gedichte aus dem Nachlass. Haessel, Leipzig 1929.

## Ehrungen
- 27. September 1926 – an Benzmanns Geburtshaus in Kolberg, Schlieffenstraße 11, wurde eine Gedenktafel angebracht.
- 7. Januar 1927 – an Benzmanns letztem Wohnhaus in Berlin-Steglitz wurde eine Gedenktafel angebracht.
- 8. April 1933 – die Benzmannstraße in Berlin-Steglitz wurde nach ihm benannt.